# Warriors de Golden State
Pour les articles homonymes, voir GSW.
Maillots
Actualités
Les Warriors de Golden State (en anglais : Golden State Warriors, GSW, « Guerriers de l’État doré ») sont une franchise californienne de basket-ball de la NBA basée à San Francisco, dans la région de la baie de San Francisco. Elle évolue dans la Conférence Ouest, dans la Division Pacifique, et dispute ses matchs à domicile au Chase Center.
Fondée en 1946 sous le nom de Warriors de Philadelphie, la franchise remporte la première édition du championnat de la BAA, ancêtre de la NBA, en 1947. Elle déménage à San Francisco en 1962, où elle prend le nom de Warriors de San Francisco jusqu'en 1971, et voit évoluer des vedettes du basket-ball des années 1960 et 1970 : Rick Barry, Paul Arizin, Nate Thurmond et surtout Wilt Chamberlain, considéré comme l'un des plus grands basketteurs de l'histoire.
Elle connaît des difficultés par la suite, avant de parvenir à remporter un quatrième titre lors de la saison 2014-2015. Lors de la saison 2015-2016, ils établissent le record du plus grand nombre de victoires en saison régulière, soit 73 matchs gagnés, battant le record de 72 matchs gagnés des Bulls de Chicago durant leur saison 1995-1996. La franchise remporte son cinquième titre lors de la saison 2016-2017, face aux Cavaliers de Cleveland en finale, puis réitère cette performance face au même adversaire l'année suivante, menée par Stephen Curry, Klay Thompson, Draymond Green et Kevin Durant.
Elle est réputée pour son style très offensif (run and gun) : elle figure depuis plusieurs années parmi les meilleures attaques de la ligue. Elle utilise fréquemment un système dit de small ball, avec de plus petits joueurs, pour valoriser l'agilité, la rapidité et le tir à trois points, au détriment de la force physique et du jeu dans la raquette.

## Historique
Les Warriors de Philadelphie furent parmi les premières franchises de la BAA. En 1962, ils déménagèrent et devinrent les « San Francisco Warriors ». En 1970, ils changèrent de nouveau leur nom en « Warriors de Golden State » et furent accueillis par la ville d'Oakland. « Golden State » (État doré) est un surnom pour la Californie.

### Débuts (1946-1955)

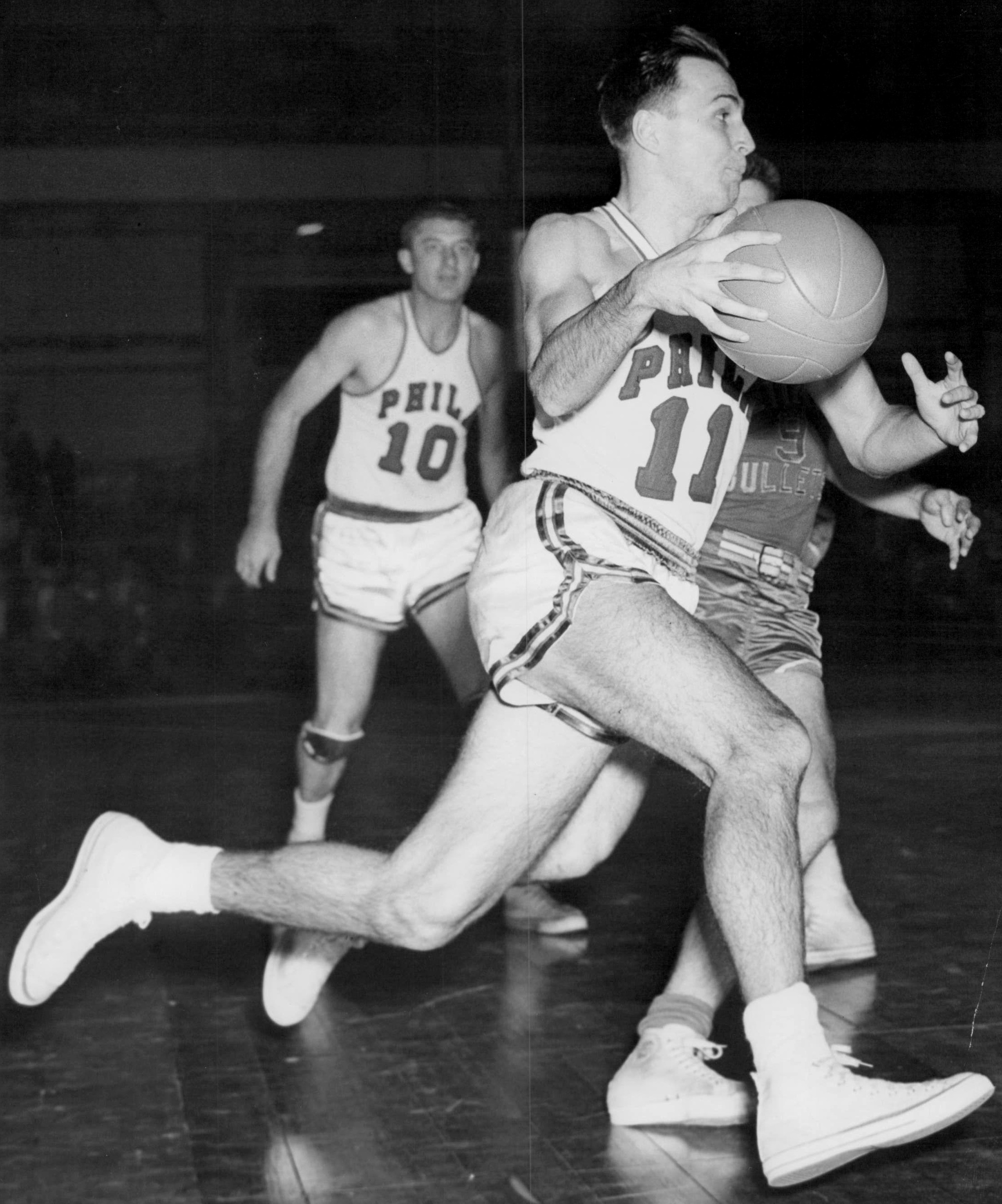
Joe Fulks et Paul Arizin avec les Warriors de Philadelphie en 1952.

Lors de leurs premières saisons, les Warriors sont emmenés par la superstar Joe Fulks qui leur permet de gagner le premier titre de l'histoire de la NBA en 1947 même si c'est Howie Dallmar qui marque le panier de la victoire lors du cinquième match des finales face aux Stags de Chicago. Lors de la saison suivante, ils arrivent encore en finale grâce à une excellente saison de Joe Fulks, mais cette fois-ci ils perdent face aux Washington Capitols. Jusqu'en 1952, les Warriors se font éliminer en demi-finale de conférence malgré l'arrivée de Paul Arizin en 1950.
Avec le départ d'Arizin en 1952 et le déclin de Joe Fulks, les Warriors ne se qualifient pas pour les playoffs de 1952 à 1955 malgré un très bon mais trop esseulé Neil Johnston (23,1 points et 13,4 rebonds de 1952 à 1955). Joe Fulks prend sa retraite en 1954 en même temps que le premier entraîneur de la franchise, Edward Gottlieb.
Arizin fait son retour au sein des Warriors pour la saison 1955-1956. Il est épaulé par un très bon Neil Johnston et grâce à ce duo, les Warriors gagnent le championnat en battant les Fort Wayne Pistons en finale. Ce duo emmène les Warriors encore deux fois en playoffs, avant la retraite de Johnston en 1959.

### Ère Wilt Chamberlain et rivalité avec les Celtics de Boston (1959-1965)
En 1959, les Warriors sélectionnent Wilt Chamberlain au repêchage. Il ramène les Warriors en playoffs après une excellente saison de rookie (37 points et 27 rebonds) et il est bien épaulé par Paul Arizin (22 points et 8 rebonds). En playoffs, après que les Warriors ont éliminé Syracuse au 1er tour, débute une des plus grandes rivalités de la ligue entre Wilt Chamberlain des Warriors et Bill Russell des Celtics, dont le pivot bostonien sort souvent vainqueur. Boston élimine Philadelphie, 4 matchs à 2.
L'année suivante, les Warriors (toujours emmenés par le duo Paul Arizin-Wilt Chamberlain) terminent 2e de la conférence Est derrière Boston. Cependant, en playoffs, Syracuse prend sa revanche sur les Warriors en les éliminant 3 matchs à 0.
Pour la saison 1961-1962, Wilt Chamberlain réalise la meilleure saison de sa carrière avec plus de 50 points par match, ce qui n'empêcha pas les Warriors de perdre une fois de plus face à Boston (4-3). Avec la retraite de Paul Arizin pour la saison 1962-1963 les Warriors ne se qualifient pas en playoffs. En 1963-1964, ils atteignent les finales de la NBA, mais perdent une 3e fois face aux Celtics (4-1). L'année suivante, ils manquent une 2e fois en 3 ans les playoffs. En 1965, les Warriors envoient Chamberlain aux 76ers de Philadelphie.

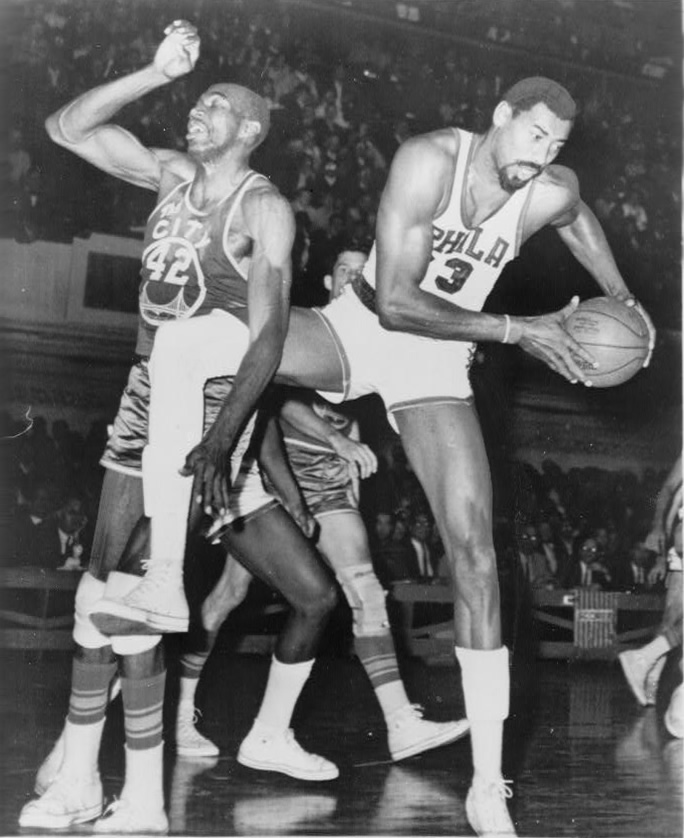
Nate Thurmond face à Wilt Chamberlain en 1966.

### Ère Nate Thurmond (1965-1972)
Après le départ de Chamberlain, les Warriors sélectionnent Rick Barry à la draft. Rick Barry et Nate Thurmond (qui a évolué dans l'ombre de Chamberlain pendant deux saisons) forment un duo jeune et prometteur. Ils emmènent même les Warriors en finale en 1967 mais perdent face aux Sixers de Chamberlain. Mais pour la saison 1967-1968, Rick Barry part en ABA (ligue rivale de la NBA). Cependant, Nate Thurmond qui est bien épaulé par Jeff Mullins continue d'emmener les Warriors en playoffs, pendant plusieurs saisons, mais sans jamais atteindre les finales.

### Retour de Barry (1972-1978)

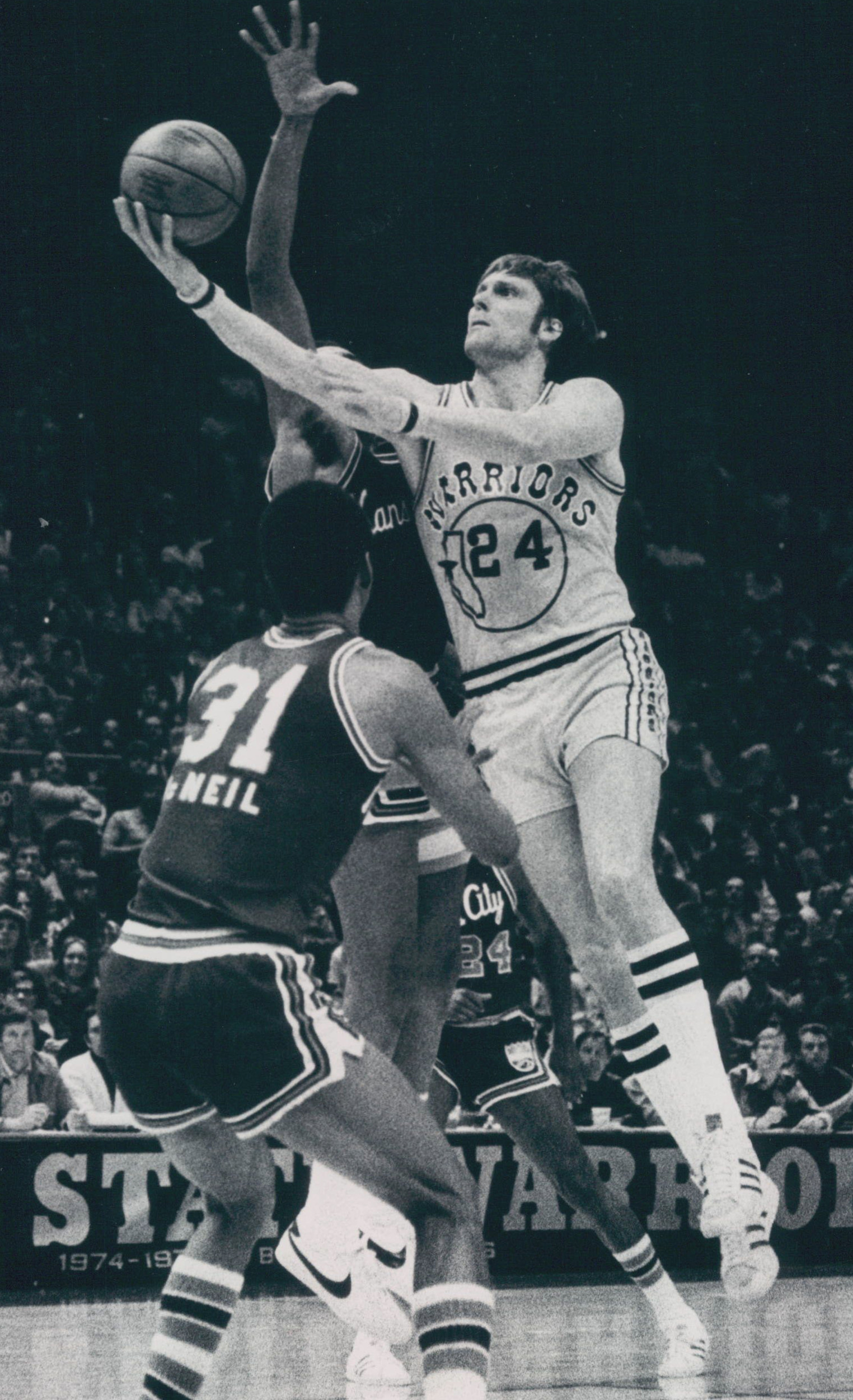
Rick Barry en 1976.

Dès son retour en NBA, Barry marque 22 points de moyenne et les Warriors vont en finale de la conférence Ouest. En 1973-1974, les Warriors manquent les playoffs malgré un bon bilan (44v - 38d). En 1974-1975, Nate Thurmond est parti à Chicago, mais avec un très bon Rick Barry (30 points de moyenne), les Warriors vont chercher le titre en battant en 7 matches l'équipe de son ancien coéquipier (Nate Thurmond), les Bulls puis en finale les Warriors balayent les Bullets pour gagner le titre. Barry est élu MVP des finales. Après ce titre, Barry reste encore trois saisons chez les Warriors et les emmène encore deux fois en playoffs.
De 1977 à 1986 les Warriors ne se qualifient pas pour les playoffs.

### Le «Run TMC» (1989-1991)
Lors de la Draft 1988, les Warriors sélectionnent en cinquième choix du premier tour de la draft Mitch Richmond en provenance de Kansas State. Ce dernier termine la saison qui va suivre avec 22 points 5,9 rebonds et 4,2 passes décisives de moyenne ; le tout en 79 matchs. Ces performances lui vaudront d'être nommé Rookie of the Year. Dans l'équipe Richmond est alors épaulé par Chris Mullin présent dans la franchise de la baie depuis 4 ans et la saison 1985-1986 (sélectionné lors de la Draft 1985 en septième choix du 1er tour). Lors de cette saison 1988-1989 le niveau de jeu de Mullin lui vaut d'être sélectionné au All-Star Game 1989 et dans la 2d All-NBA Team.
À la Draft 1989 et avec le choix des Warriors de sélectionner le meneur Tim Hardaway, la paire d'extérieurs jusqu'à présent formée par Mullin et Richmond devient un trio qui deux saisons durant marque les esprits. Lors de la saison 1989-1990, le trio est entraîné par Don Nelson, un entraîneur réputé pour son goût pour le jeu rapide. Leur jeu n'est pas assez efficace pour se qualifier en playoffs. Les Warriors terminent la saison avec un bilan de 37-45. Chris Mullin (25,1 points de moyenne), Mitch Richmond (22,1 points de moyenne) et Tim Hardaway (14,7 points de moyenne) font de cette équipe des Warriors la franchise la plus prolifique de la ligue avec 116,3 points par match en moyenne.
A nouveau lors de la saison suivante les Warriors proposent un jeu ultra rapide et offensif, le Run and Gun. En témoigne le premier match Warriors de la saison 1990-1991, le vendredi 2 novembre 1990 à Denver contre des Nuggets eux aussi réputés pour l'ultra-offensif Run and Gun ; le match se termina avec 320 points inscrits au total, sur le score de 162 à 158 pour les hommes de la Baie le tout dans le temps réglementaire. Les Warriors termine la saison régulière avec un bilan de 44-38. Ils sont également la deuxième équipe la plus prolifique de la ligue avec 116,6 points inscrits en moyenne, derrière les Nuggets et leurs 119,9 points inscrits en moyenne. Ils finissent également cette saison 42 des 82 matchs de saison régulière en ayant inscrits plus de 115 points.
C'est au cours de cette même saison que le surnom de « Run TMC » leur est attribué. Le San Francisco Examiner, l'un des titres les plus connus de la Baie avait proposé à ses lecteurs de renommer le trio d'extérieurs alors appelé « Big Three ». À la suite de cela, le surnom « Run TMC » (TMC pour Tim Hardaway, Mitch Richmond, et Chris Mullin) est choisi, il fait écho au groupe Run–DMC alors très populaire ainsi qu'au Run and Gun alors proposé par l'équipe.
Chris Mullin termine la saison en tant que joueur le plus utilisé de la ligue, jouant en moyenne 40,4 minutes par match. Il est également nommé dans la 2d All-NBA Team et sélectionné pour le All-Star Game 1991, tout comme Tim Hardaway. Lors des Playoffs NBA de 1991, les Warriors rencontrent les Spurs de San Antonio au premier tour des Playoffs. Malgré leur statut d'outsiders, les Golden State Warriors disposent facilement des Spurs (3-1). En demi-finale de Conférence, les Warriors rencontrent les Lakers de Magic Johnson et Byron Scott. Malgré l'efficacité offensive des Warriors, leur manque de défense au raison d'eux et ils s'inclinent en cinq matchs (1-4).
Devant le manque de rigueur défensive de la franchise, les dirigeants organisent dès la saison suivante, le 1er novembre 1991, un échange et envoient Mitch Richmond aux Kings de Sacramento en échange de Billy Owens. L'échange est un échec et il en est fini du Run TMC qui a marqué les esprits de tous d'une part le spectacle permanent proposé par les trois hommes et d'une autre part par l’efficacité offensive du trio ; en effet à eux trois ils inscrivirent en moyenne 72,5 points par match durant les courtes 2 saisons passées ensemble, ce qui en fait l'un des meilleurs trios offensifs de l'histoire.

### Blessures (1992-1997)
En draftant Latrell Sprewell en 1992 puis Chris Webber en 1993 et en ajoutant Tim Hardaway, Chris Mullin et Billy Owens les Warriors auraient pu devenir une excellente équipe mais elle fut gâchée à cause des blessures.
En 1992, Chris Mullin manque la moitié de la saison, Hardaway une dizaine de matchs et Billy Owens n'en joue que 37. En 1993, Hardaway manque la saison entière et Chris Mullin une trentaine de matchs mais l'équipe arrive quand même à se qualifier pour les playoffs. En 1994, les Warriors échangent Billy Owens et Chris Webber. Sprewell manque une dizaine de matchs, Hardaway une vingtaine et Mullin n'en joue que 25. En 1995, Mullin et Hardaway ne jouent qu'une cinquantaine de matchs. Hardaway est échangé en 1996, Mullin en 1997 et Sprewell en 1998 pour avoir tenté d'étrangler son entraîneur. Puis de 1994 à 2007, les Warriors ne se qualifient pas en playoffs.

### Saison victorieuse (2006-2007)

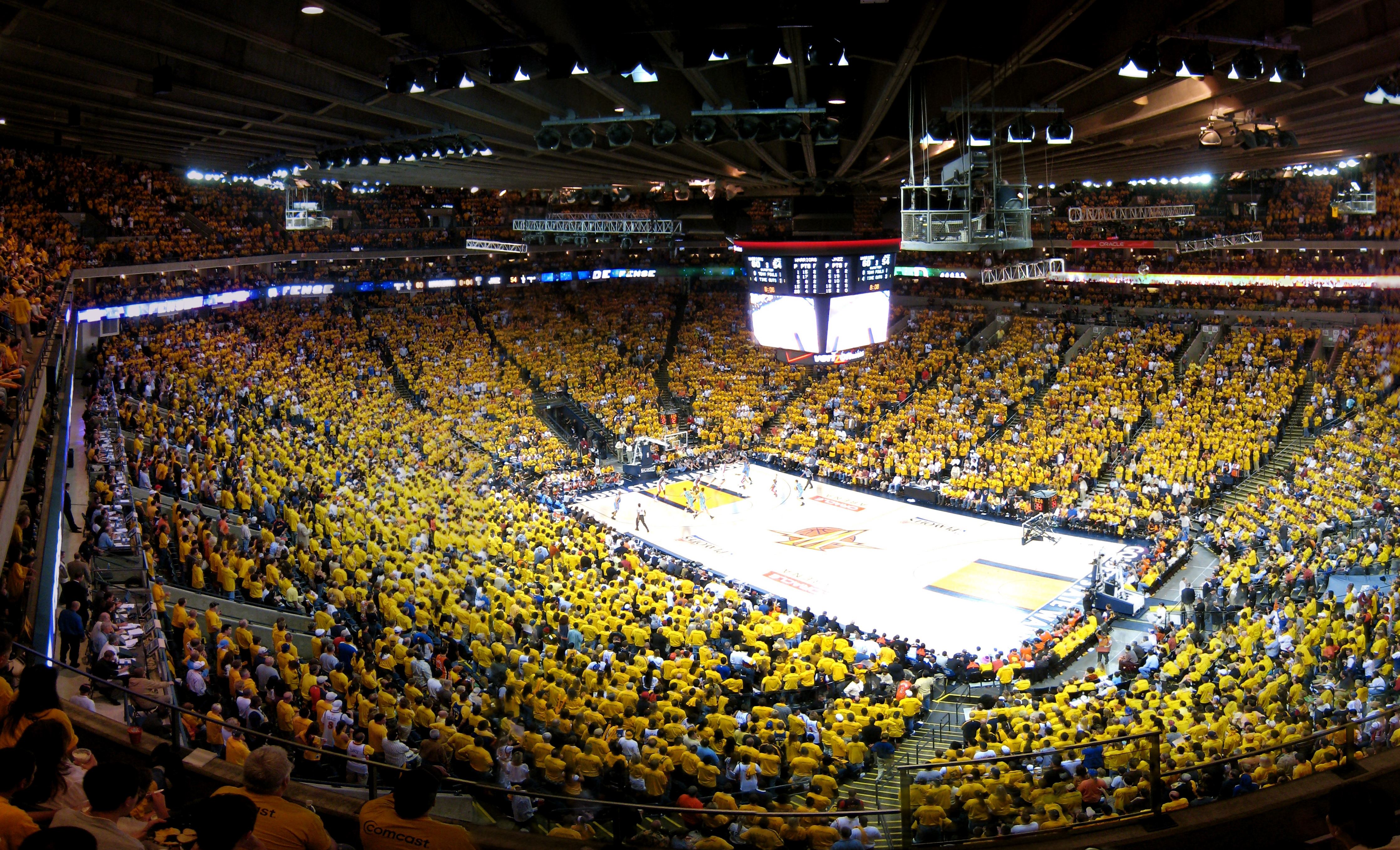
En 2007 pour le retour en play-offs.

Privées de play-offs depuis 1995, l'équipe de Baron Davis finit la saison NBA 2006-2007 en trombe (10 victoires d'affilée) et se qualifient pour les séries éliminatoires. Les Warriors éliminent à la surprise générale la meilleure franchise de la saison régulière, les Mavericks de Dallas, dans ce qui reste comme l'accomplissement de la technique run and gun de l'entraîneur emblématique Don Nelson, qui connaissait bien l'équipe de Dallas pour en avoir été remercié deux ans plus tôt. Le sixième match de cette série reste dans les annales du club de par la prestation (victoire à l'Oracle Arena 111-86), l'ambiance dans l'Oracle Arena (record d'affluence pour un match de NBA de la salle), le 7/8 à 3 points de Stephen Jackson ou la remarquable prestation du meneur Baron Davis (20 points, 10 rebonds alors qu'il est blessé) mais aussi la défense (le MVP 2007 Dirk Nowitzki contenu à 8 points à 2/13).
En demi-finale, les Warriors affrontent le Jazz de l'Utah emmené par son talentueux meneur Deron Williams. Le style très défensif du Jazz et la EnergySolutions Arena, l'une des salles réputée les plus chaudes de la NBA ont raison des Warriors lors du premier match. Le deuxième match est plus serré : les Warriors profitent de la pénurie de meneur de jeu (Deron Williams limité par les fautes, Dee Brown blessé dans un choc avec Mehmet Okur et Derek Fisher qui n'arriva à la salle qu'au cours du 3e quart-temps car il était au chevet de sa fille subissant une opération chirurgicale) mais gaspillent trois points d'avance à 16 secondes du terme (Mickaël Piétrus manque deux lancers francs tandis que Baron Davis n'en met qu'un sur deux) et voient le Jazz revenir sur eux grâce à deux paniers de Mehmet Okur puis Deron Williams à deux secondes de la sonnerie. Ils perdent alors ce deuxième match en prolongation, le tir de la victoire étant attribué à Derek Fisher, pourtant arrivé à la salle en cours de match, qui donne 6 points d'avance à son équipe à une minute du terme. Le retour à l'Oracle Arena est bénéfique pour l'équipe (victoire aisée 125-105 avec le record de tir à trois points réussi en une mi-temps en playoffs (11) et un dunk spectaculaire de Baron Davis sur l'un des meilleurs défenseurs de la ligue, Andreï Kirilenko. Néanmoins, la victoire du Jazz à Golden State lors du quatrième match est décisive et les Warriors sont éliminés des playoffs lors du cinquième match à Salt Lake City.
La saison suivante est marquée par une concurrence historique entre les neuf premiers de la conférence Ouest qui terminent tous à près de cinquante victoires. Ce sont les Warriors qui ratent les play-offs, ne gagnant que quatre de leurs dix derniers matches (dont des défaites face aux Mavericks et aux Nuggets, qui disputaient également les dernières places qualificatives).

### Années Monta Ellis (2008-2011)

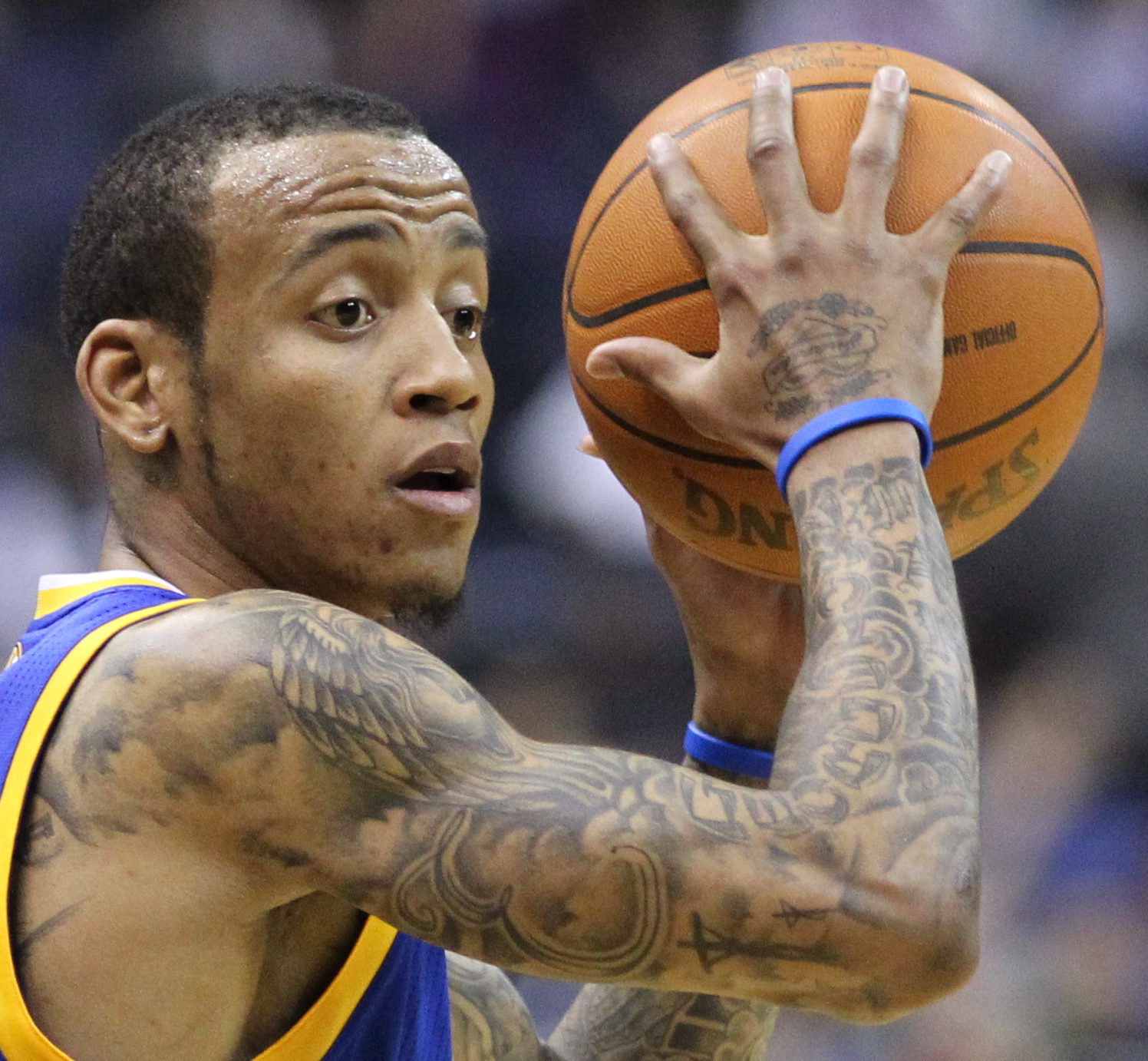
Monta Ellis en 2011.

À la fin de la saison 2007-2008, Baron Davis quitte les Warriors et retourne dans sa ville natale en rejoignant les Clippers de Los Angeles. Pour compenser cette perte, les dirigeants signent notamment Corey Maggette et Ronny Turiaf et re-signent Monta Ellis et Andris Biedriņš avec des contrats à long terme. La saison suivante fut décevante, l'équipe termina avec un bilan de 29 victoires pour 53 défaites. La blessure puis la suspension de Ellis dû à un accident de scooter, son contrat ne l'autorisant pas à utiliser ce type de véhicule, fut forcément l'une des raisons principales de cette nouvelle saison ratée.
Durant l'intersaison 2009, le contrat du manager Chris Mullin ne fut pas prolongé et son assistant Larry Riley prit sa place. Ce dernier commença par un bon choix en choisissant Stephen Curry à la septième place de la draft 2009.
Après neuf matchs, Stephen Jackson et Acie Law furent transférés aux Charlotte Bobcats contre Raja Bell et Vladimir Radmanović. L'arrivée du talentueux Curry ne changea cependant pas les mauvais résultats des Warriors. Bien que ce dernier fut choisi dans la NBA Rookie First Team, le bilan de l'équipe ne fut guère meilleur avec un déplorable bilan de 26-56. Cette saison, encore une fois marquée par les blessures, était à oublier.
Lors de la draft 2010, les dirigeants choisissent Ekpe Udoh en sixième position. Durant cette intersaison, le nouveau logo ainsi que les nouveaux maillots de l'équipe furent introduits. Cet été fut également marqué par l'échange envoyant Ronny Turiaf, Anthony Randolph et Kelenna Azubuike aux Knicks de New York en échange du All-Star David Lee qui arrive pour renforcer une raquette bien fébrile. Les Warriors récupérèrent également Dorell Wright, ailier shooteur, poussé dehors par le Heat de Miami en raison de l'arrivée de LeBron James. Le 15 juillet, le propriétaire décide de vendre l'équipe à Peter Guber et son partenaire Joe Lacob pour 450 millions de dollars. Toutes ces nouveautés, ajoutées à l'arrivée d'un nouvel entraîneur, Keith Smart, avaient de quoi donner de l'espoir aux supporters des Warriors. En effet, avec un trident composé de Monta Ellis, Stephen Curry et David Lee l'équipe de la baie de San Francisco peut enfin envisager sérieusement un retour en play-Off. Malheureusement, malgré une dizaine de victoires en plus par rapport à la saison précédente, les Warriors terminèrent encore dans le bas du classement. Durant cette saison, Dorell Wright est le joueur ayant marqué le plus de paniers à trois points avec 194. À la fin de cette saison, l'entraîneur Smart est remplacé par Mark Jackson.

### Renouveau des Warriors et éclosion de Curry (2012-2014)
La saison 2011-2012 est marqué par le lock-out, période durant laquelle le staff ne peut communiquer avec ses joueurs, ce qui empêche le nouvel entraîneur Mark Jackson de développer ses systèmes durant le camp d'entraînement et les matches de présaison. Les six premières semaines de matchs sont annulées et la saison est ainsi raccourcie à 66 matches. Ajouté à de nombreuses blessures des joueurs importants, notamment Stephen Curry, ces conditions spéciales sont néfastes à l'équipe qui termine la saison avec un bilan de 23 victoires pour 43 défaites. Cependant les bonnes performances du rookie et arrière Klay Thompson sont encourageantes. Le nouveau GM, Bob Myers transfère Monta Ellis et le sophomore Ekpe Udoh aux Bucks de Milwaukee contre Andrew Bogut et Stephen Jackson, ce dernier est directement envoyé aux Spurs de San Antonio contre Richard Jefferson. Cet échange est le déclencheur du renouveau des Warriors.
Le transfert d'Ellis, très critiqué, permet l'évolution de David Lee et surtout du prometteur Stephen Curry, qui sont tous deux nommés co-capitaines. Klay Thompson profite également de cet échange en intégrant le cinq majeur. Le 11 juillet, Bob Myers continue dans sa lancée en récupérant Jarrett Jack dans un transfert à trois équipes incluant les Hornets de La Nouvelle-Orléans et les Sixers de Philadelphie qui reçoivent Dorell Wright. L'intérieur Carl Landry rejoint également l'équipe plus tard durant l'été.
Lors de la draft 2012, les Warriors possèdent quatre choix (deux à chaque tour), ils sélectionnent Harrison Barnes en 7e position, Festus Ezeli en 30e, Draymond Green en 35e et Ognjen Kuzmić en 52e position. Souvent critiqués pour leurs choix de drafts, les dirigeants des Warriors sont cette fois-ci acclamés par les fans puisqu'ils réussissent à renforcer le poste 3 avec l'un des meilleurs ailiers de cette draft, ils comblent également leurs manque de défense et de rebonds avec Festus Ezeli; de plus, pouvoir drafter Green en 35e position semblait improbable.
Une nouvelle phase de reconstruction semble alors commencer autour de l'axe Curry-Thompson-Barnes après la signature d'un contrat de 4 ans et 44 millions de dollars par Stephen Curry.
La saison 2012-2013 est très attendue par les supporters, à la fois prometteuse et risquée avec le départ d'Ellis, elle ne commence guère de la manière attendue avec la blessure de Brandon Rush dès le deuxième match de la saison, cette blessure le privant des parquets pour l’entièreté de la saison. Quelques semaines plus tard, le pivot Andrew Bogut se blesse au pied pour une durée indéterminée. Cependant, les bonnes performances offensives du duo Curry-Lee portèrent les Warriors à 20 victoires avant même leur trentième match pour la première fois depuis 1992. Le 19 avril 2013, après une victoire face aux Timberwolves du Minnesota, les Warriors se qualifièrent pour les playoffs NBA pour la deuxième fois en 19 ans. L'équipe finit la saison avec un bilan positif de 47-35 et la sixième place de la conférence Ouest. Durant cette saison, Stephen Curry a battu le record de trois-points en une saison avec 272 paniers marqués. Également, pour la première fois depuis Latrell Sprewell en 1997, un joueur des Warriors fut nommé All-Star en la personne de David Lee.
Pour le premier tour des playoffs, les Warriors surprirent beaucoup de monde en se débarrassant des Denver Nuggets en six matches et ce malgré la blessure de David Lee durant le premier match. Golden State affronta ensuite les San Antonio Spurs dans une série très disputée, durant laquelle le rookie Harrison Barnes s'est révélé au grand public en compilant 17,3 points et 7,3 rebonds de moyenne. Cependant, dans cette série très tactique, les Spurs et leur défense très solide prirent le dessus en remportant la série 4 victoires à 2. En effet, après un premier match de folie durant lequel Stephen Curry compila 44 points et 11 passes décisives, les spécialistes défensifs des Spurs tels que Danny Green ou Kawhi Leonard furent chargés de défendre Curry avec intensité. Chose qu'ils réussirent puisque l'adresse du meneur chuta durant les matches suivants.
Durant l'été 2013, pour le premier tournoi au nouveau format de la Summer League, les Warriors portés par Draymond Green et Kent Bazemore se sont hissés jusqu'en finale face aux Suns de Phoenix, après une victoire 91-77, les Warriors devinrent les premiers champions de cette Summer League, Ian Clark (33 points), remporta le titre de MVP de cette finale.

### «Golden Dynasty» (2014-2022)
Pour les Warriors, ces années marquent une période de grand succès et prestige. La composition de l'équipe avec les joueurs Stephen Curry, Draymond Green, Klay Thompson, Andre Iguodala, Kevin Durant et Harrison Barnes étant souvent admirée, désignée par les surnoms de Death Lineup (en) (l'équipe de la mort) ou Hamptons Five, du fait que les cinq joueurs originaux se rencontrèrent aux Hamptons à Long Island.
Lors de la saison 2014-2015, les Warriors réalisent la meilleure saison de leur histoire avec 67 victoires pour 15 défaites. Stephen Curry est nommé meilleur joueur de la saison. Lors des playoffs, ils atteignent les Finales de Conférence pour la première fois depuis 1976. Fait notable de la saison, les 37 points en un quart-temps de la part de Klay Thompson lors du match contre les Sacramento Kings.
Après avoir battu New Orleans, Memphis, et Houston, les Warriors sont champions de NBA et disposent de Cleveland en finale en six matchs, victoire 4-2, malgré un Lebron James très efficace dans le camp adverse, mais un peu seul, parfois aidé par un bon Matthew Dellavedova très présent sur la défense de Stephen Curry. Cleveland a plusieurs blessés, notamment Kevin Love et Kyrie Irving, joueurs clés des Cavs. Steve Kerr, ancien joueur des Spurs et des Bulls notamment (5 fois champion) et rookie en tant qu'entraîneur, obtient donc son premier titre en tant qu'entraineur. Alors que l'on pensait voir Lebron James ou Stephen Curry obtenir le titre de MVP des finales, c'est André Iguodala qui reçoit cette distinction.
Le début de la saison 2015-2016 est exceptionnel pour les Warriors qui réalisent le meilleur début de saison de l'histoire de la NBA par une série de 24 victoires. Le record précédent étant détenu par les Rockets de Houston de 1993-1994. Les Warriors ont également battu le record des Bulls de 1996 par le meilleur début de saison pour une équipe tenante du titre avec une série de 24-0. Ils atteignent les 72 victoires, égalant le record des Bulls de 1996 (72 victoires pour 10 défaites), le 11 avril, alors qu'il leur reste encore une rencontre à disputer. Le 13 avril 2016, les Warriors battent le record de victoires des Bulls (73-9) en écartant facilement les Grizzlies de Memphis (125-104) lors du dernier match de la saison.

#### Arrivée de Kevin Durant (2016-2019)
Après une saison 2015-2016 dominante malgré une défaite en finale NBA contre Cleveland (3-4), les Warriors reviennent encore plus fort avec le recrutement du MVP 2014 et l'un des meilleurs scoreurs de la ligue : Kevin Durant. Le cinq majeur des Warriors réunit donc désormais les trois derniers titres de MVP (Durant en 2014 et Curry en 2015 et 2016).
La saison 2016-2017 est moins réussie que la précédente, mais malgré la blessure de Kevin Durant au mois de février, les Warriors finissent premiers de la conférence Ouest. Ils éliminent 4-0 toutes les équipes qu'ils affrontent en playoffs. Ils arrivent en finale NBA avec un total de douze victoires pour 0 défaite, battant ainsi le record détenu par les Lakers de 2001 (11-0). Pour la troisième année consécutive, la finale NBA oppose les Warriors aux Cavaliers de Lebron James. Les Warriors gagnent les trois premiers matchs de la série, perdent le quatrième à Cleveland, mais finissent par emporter la série à domicile lors du match 5. Ils remportent ainsi leurs deuxième titre en trois ans et détiennent le record d'invincibilité en playoffs avec une série de quatorze victoires consécutives.
Après que Kevin Durant a décliné par avance l'invitation et que Stephen Curry a hésité sur l'attitude qu'il adopterait, le président américain Donald Trump annule l'invitation des champions NBA à la Maison-Blanche.

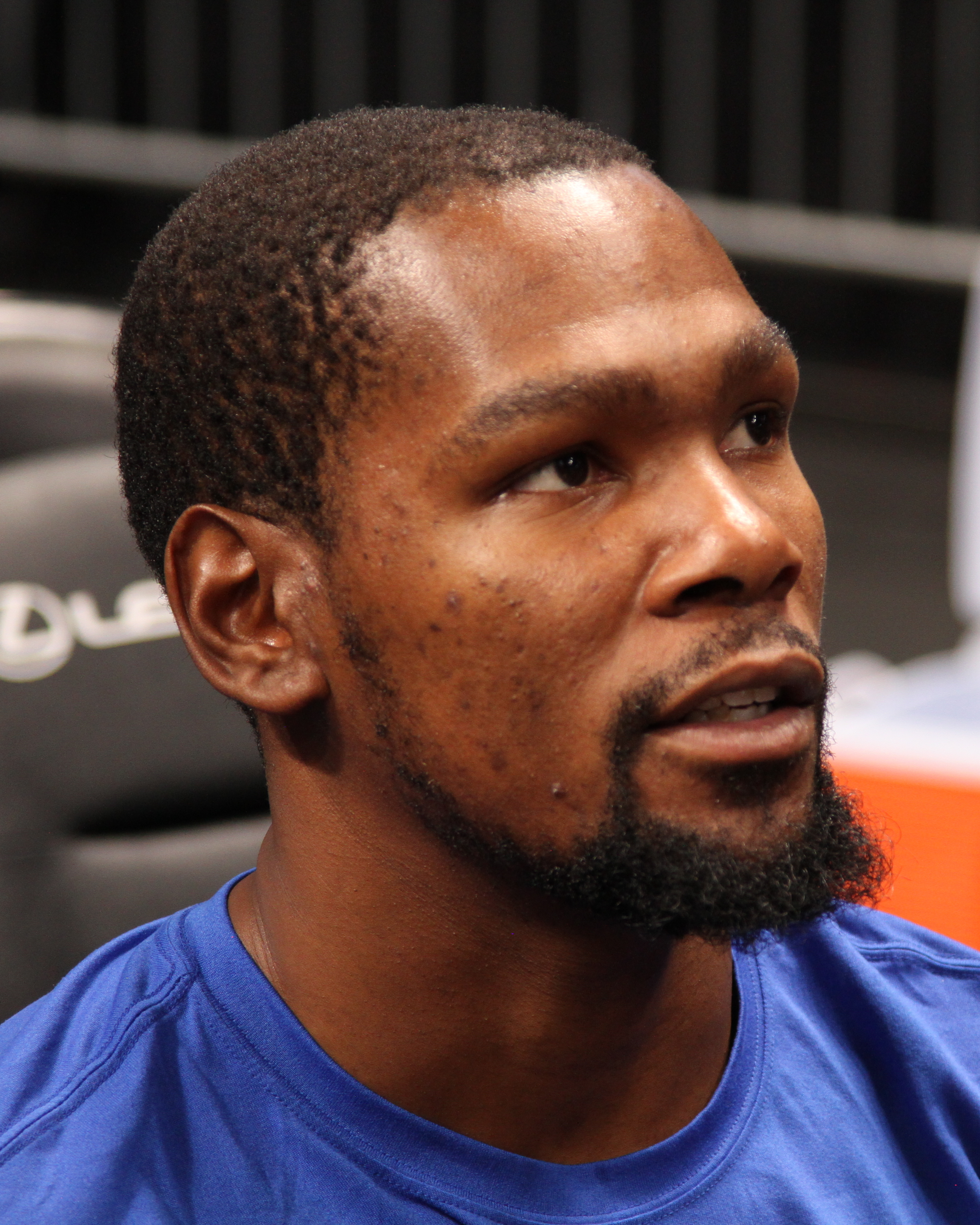
Kevin Durant, double MVP des Finales NBA.

Après une saison régulière 2017-2018 mouvementée par des blessures, les Warriors se qualifient pour les playoffs 2018, en tant que deuxième meilleur bilan de la Conférence de l'Ouest avec cinquante-huit victoires pour vingt-quatre défaites. Après avoir vaincu les Spurs et les Pelicans 4-1, les Warriors ont affronté en Finale de Conférence Ouest les Houston Rockets, meilleur bilan NBA de la saison régulière 2017-2018. Malgré un désavantage de 3-2 contre les Rockets après le cinquième match, les Warriors reviennent et remportent la série 4-3. Les Finales NBA de 2018 opposent une nouvelle fois les Warriors aux Cavaliers, devenant ainsi la première fois que deux équipes s'affrontent en finale pendant quatre années consécutives dans l'histoire de la NBA. Les Warriors remportent la série 4-0, et s'offrent le Back-to-Back.
La saison 2018-2019 est similaire à la précédente, ayant le meilleur bilan de la Conférence Ouest avec 57 victoires pour 25 défaites. La différence notable est l'arrivée de DeMarcus Cousins, qui sort de blessure le 1er janvier 2019. Toujours favoris, ils débutent les playoffs avec l'avantage du terrain. Après avoir battu les Clippers et les Rockets sur le score identique de 4-2, les Warriors triomphent des Portland Trail Blazers en finale de la conférence Ouest sans perdre un seul match (4-0). Ils atteignent ainsi les Finales NBA pour la cinquième année consécutive, performance inédite depuis les Celtics de 1957 à 1966. Au terme d'une série très disputée contre les Raptors de Toronto de Kawhi Leonard (échangé lors de la précédente Free Agency avec son coéquipier chez les Spurs Danny Green contre DeMar DeRozan, pourtant meilleur marqueur de l'histoire de la franchise), les Dubs s'inclinent finalement 2-4. La série voit notamment le retour de blessure (au mollet) de Kevin Durant au Game 5 puis sa nouvelle blessure en début de second quart-temps, cette fois au tendon d'Achille. L'arrière All-Star des Warriors Klay Thompson se blesse également le match suivant, au genou gauche. Ce Game 6 est celui du titre pour Toronto, le premier pour la franchise et pour une équipe non-américaine en NBA. Cette ultime confrontation est également la dernière jouée à l'Oracle Arena, enceinte des Warriors de Golden State pendant 47 ans. Pour les saisons suivantes, les Warriors emménagent à San Francisco dans le Chase Center nouvellement construit.

#### 2019-2020: transition post Durant et draft 2020
La saison 2019-2020, interrompue à cause de la pandémie de Covid-19, est marquée par de très mauvais résultats : le club termine dernier de sa division, du fait des départs et blessures des stars. La franchise compte cependant sur la draft 2020, les équipes aux mauvaises performances ayant la priorité des choix,.

#### 2020-2021: Stephen Curry seul au monde
Lors de la draft 2020, les Warriors sélectionnent James Wiseman en deuxième position, en provenance de Memphis. À l'intersaison, ils récupèrent Kelly Oubre Jr des Suns de Phoenix, car Klay Thompson est blessé (rupture du tendon d'Achille). Kent Bazemore rejoint également les Warriors le 22 novembre 2020, effectuant par la même occasion, son retour chez les Warriors. Stephen Curry va alors porter l'équipe, en marquant notamment 62 points le 3 janvier 2021 face au Trail Blazers de Portland. Curry dépasse même Reggie Miller au nombre de trois-points marqués, le 23 janvier 2021 face au Jazz de l'Utah. Le 13 avril Curry dépasse Wilt Chamberlain et devient le meilleur marqueur de l'histoire la franchise contre les Nuggets, il lui suffisait pour cela d'inscrire 19 points. Finalement il en inscrit 53 à 14/24 au tir, 10/18 à trois points et 15/16 aux lancers-francs, ce match est aussi le 18e de sa carrière où il inscrit au moins 10 tirs à 3 points et le 7e où cette performance est accompagnée d'au moins 50 points. Deux jours plus tard, le 15 avril, il inscrit 42 points face au Thunder avec 11/16 au tir à trois points, devenant le seul joueur à marquer au moins 10 trois points en deux matchs consécutifs. Le 18 avril, il inscrit 47 points face aux Celtics dans une défaite avec encore une fois 11 trois points, et lors du match d'après face aux Sixers, il marque 49 points avec 10 trois points marqués. Lors de cette série exceptionnelle, il bat également le record de Kobe Bryant, devenant le seul joueur de l'histoire de la NBA à marquer au minimum 30 points à chaque rencontre pendant 11 matchs consécutifs en ayant 33 ans ou plus. Lors du dernier match de la saison régulière, Curry inscrit 46 points, 9 passes et 7 rebonds pour donner la victoire aux Warriors contre les Grizzlies. Les Warriors terminent en huitième position dans la conférence Ouest. Stephen Curry termine aussi meilleur marqueur de la saison avec 32 points de moyenne, le deuxième plus vieux joueur à y parvenir derrière Michael Jordan. Après avoir perdu le match pour la 7e place contre les Lakers lors du Play-in tournament, les Warriors se font ensuite sortir de la course aux Playoffs lors du dernier match contre les Grizzlies de Memphis, qui prennent alors la 8e place de la Conférence Ouest, et les Warriors la 9e.

#### 2021-2022: Retour au sommet et7etitre
Lors de la Loterie de la draft 2021 NBA, les Warriors récupèrent le 7e choix des Timberwolves du Minnesota, qui faisait partie de l'échange entre D'Angelo Russell et Andrew Wiggins, et le 14e choix. Avec le 7e choix, les Warriors sélectionnent l'attaquant de la NBA G League Ignite Jonathan Kuminga et avec le 14e choix, sélectionnent Moses Moody. Les Warriors en profitent aussi pour prolonger Curry pour un accord de 4 ans d'une valeur allant jusqu'à 215 millions de dollars. Lors de la Free Agency 2021, ils signent Otto Porter Jr. et Nemanja Bjelica pour des contrats d'un an. Le 10 août 2021, Andre Iguodala signe aussi un an pour revenir dans l'équipe qui l'avait fait baguer 3 fois. Après un départ canon, les Warriors prennent la tête avec Phoenix de la conférence Ouest, et de la NBA jusqu'à début Janvier 2022, avant qu'une série de blessure (Draymond Green au dos puis Curry à la jambe) ne ralentisse leur saison. Le 9 janvier 2022, Klay Thompson joue son premier match, depuis sa blessure lors du match 6 des Finales NBA 2019, face aux Raptors de Toronto, portant son absence à plus de 30 mois, soit 941 jours. Cette saison NBA des Warriors est aussi marquée par le record battu du nombre de tir à 3 points en carrière par Stephen Curry le 14 décembre 2021 au Madison Square Garden, jusque-là détenu par Ray Allen. 
Le 10 avril 2022, les Warriors décrochent la troisième place de la conférence Ouest, et se qualifient pour les playoffs pour la première fois depuis la saison 2018-2019. Au premier tour, ils battent les Nuggets de Denver 4-1, puis les Grizzlies de Memphis 4-2 en demi-finale de conférence. Le 26 mai 2022, les Warriors se qualifient en finales NBA (pour la sixième fois en 8 ans) après avoir battu les Mavericks de Dallas lors de la finale de la Conférence Ouest, 4-1. Stephen Curry remporte alors, pour la première fois, le trophée Earvin "Magic" Johnson MVP des Finales de Conférence. Le 16 juin 2022, les Warriors remportent leur septième titre NBA, battant les Celtics de Boston 4–2. Curry, Thompson, Green et Iguodala remportent alors leur quatrième bague en tant que membres des Warriors, bien aidés par le gros travail des deux côtés du terrain d'Andrew Wiggins, mais aussi par Jordan Poole dans un rôle de 6e homme, et le travail défensif de Gary Payton II et Kevon Looney. Stephen Curry est élu MVP des Finales, le seul trophée majeur qui lui manquait dans son palmarès.
La saison suivante est plus compliquée pour les Warriors, notamment en raison des soucis de blessure de leurs différentes stars et des performances surprenamment basses en déplacement. Ils se qualifient finalement en sixième position pour les play-offs, ils y éliminent les revenants Kings de Sacramento en 7 matchs, mais se font sortir en demi-finale de conférence par les Lakers de Los Angeles 4 à 2. C'est la première défaite des Warriors dans une série de l'ouest depuis 2014, avant l'arrivée de Steve Kerr donc.
En juin 2023, Bob Myers quitte son poste de General manager et est remplacé par Mike Dunleavy Jr., précédemment vice-président de la franchise.

## Chase Center

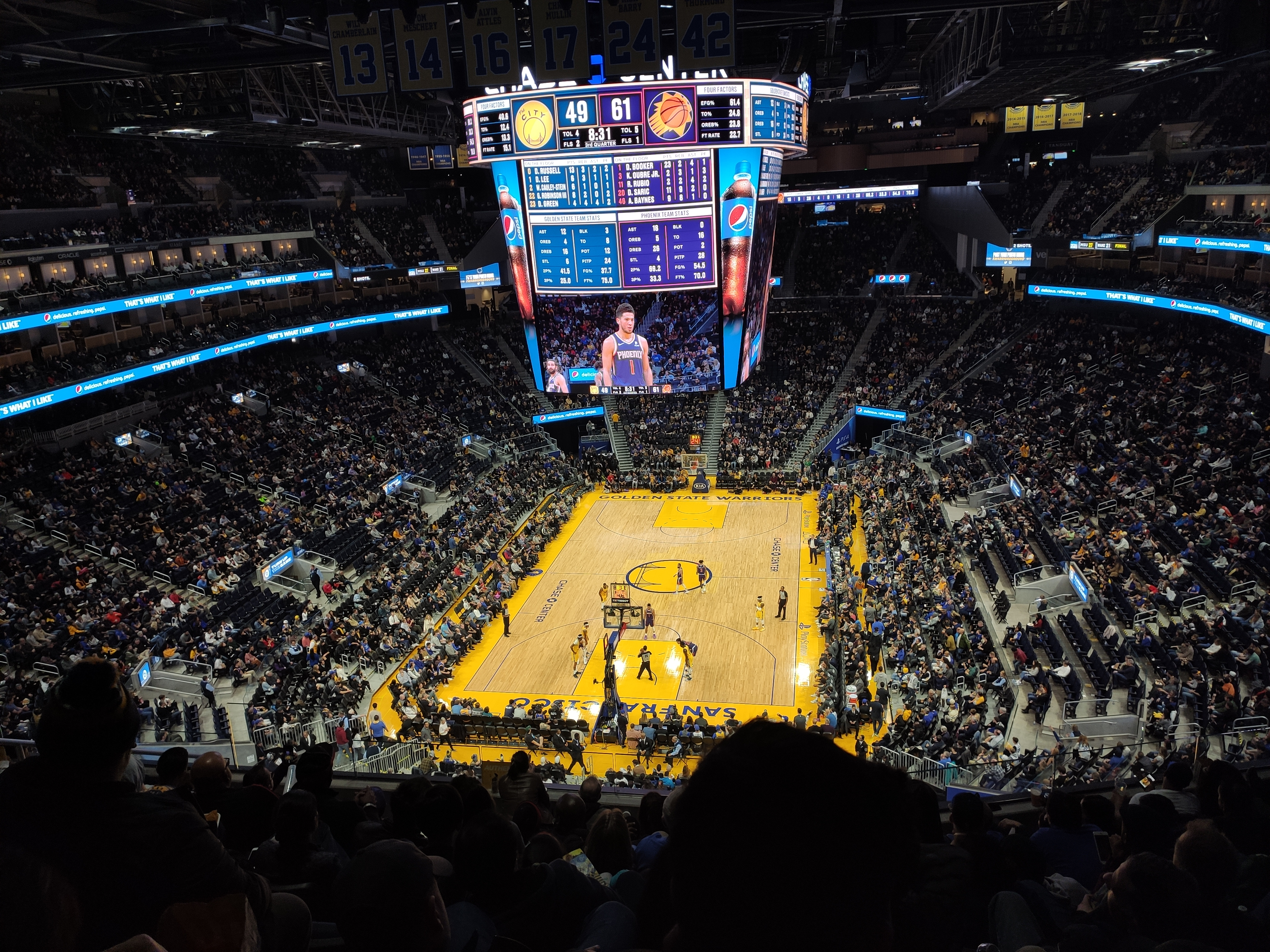
Intérieur du Chase Center.

Anciennement et jusqu'à l'issue de la saison 2018-2019, les Warriors de Golden State ont joué leurs matchs dans l'Oakland Arena.
Depuis, le Chase Center est la salle où évoluent à domicile les Warriors de Golden State. Elle a une capacité maximale de 18 064 spectateurs.
Elle a coûté 1,4 milliard de dollars à la construction et a été entièrement financée par la franchise de San Francisco.

## Couleurs et symboles

### Logos

Évolution du logo
Logo de 1946 à 1951.
Logo de 1951 à 1962.
Logo de 1962 à 1969.
Logo de 1969 à 1971.
Logo de 1971 à 1972.
Logo de 1972 à 1975.
Logo de 1975 à 1988.
Logo de 1988 à 1997.
Logo de 1997 à 2010.
Logo de 2010 à 2019.
Logo depuis 2019.

### Maillots
Depuis que Nike fournit l'ensemble des tenues aux équipes de NBA, en 2017, les maillots « domicile » et « extérieur » ont été remplacés par une collection plus fournie, pouvant servir aussi bien en déplacement qu'à domicile, portant les noms « association », « icon », « statement » et « city », et pour certaines équipes en plus une version « classic » reprenant le design d'anciens maillots. Les Warriors ont même disposé d'une seconde tenue « classic ». Les équipes qualifiées pour les playoffs 2019 se sont vues dotées d'une tenue supplémentaire, dénommée « earned ».

## Joueurs ayant disputés le plus de matchs de l'histoire de la franchise
| Place                                                                                        | Nom du joueur                          | Pays       | matchs |
| -------------------------------------------------------------------------------------------- | -------------------------------------- | ---------- | ------ |
| 1er                                                                                          | Stephen Curry 2009 -                   | États-Unis | 959    |
| 2e                                                                                           | Draymond Green 2012 -                  | États-Unis | 818    |
| 3e                                                                                           | Chris Mullin 1985 - 1997 / 2000 - 2001 | États-Unis | 807    |
| 4e                                                                                           | Klay Thompson 2011-2024                | États-Unis | 793    |
| 5e                                                                                           | Nate Thurmond 1963 - 1974              | États-Unis | 757    |
| 6e                                                                                           | Jeff Mullins 1966 - 1976               | États-Unis | 716    |
| 7e                                                                                           | Paul Arizin 1950 - 1962                | États-Unis | 713    |
| 8e                                                                                           | Al Attles 1960 - 1971                  | États-Unis | 711    |
| 9e                                                                                           | Rick Barry 1965 - 1967 / 1972 - 1978   | États-Unis | 642    |
| 10e                                                                                          | Adonal Foyle 1997 - 2007               | États-Unis | 641    |
| Dernière mise à jour : 31 Octobre 2024 En gras : Joueurs évoluant toujours dans la franchise |                                        |            |        |

## Meilleurs marqueurs de l'histoire de la franchise
| Place                                                                                        | Nom du joueur                          | Pays       | Points |
| -------------------------------------------------------------------------------------------- | -------------------------------------- | ---------- | ------ |
| 1er                                                                                          | Stephen Curry 2009 -                   | États-Unis | 23 723 |
| 2e                                                                                           | Wilt Chamberlain 1959 - 1965           | États-Unis | 17 783 |
| 3e                                                                                           | Rick Barry 1965 - 1967 / 1972 - 1978   | États-Unis | 16 447 |
| 4e                                                                                           | Paul Arizin 1950 - 1962                | États-Unis | 16 266 |
| 5e                                                                                           | Chris Mullin 1985 - 1997 / 2000 - 2001 | États-Unis | 16 235 |
| 6e                                                                                           | Klay Thompson 2011-2024                | États-Unis | 15 531 |
| 7e                                                                                           | Nate Thurmond 1963 - 1974              | États-Unis | 13 191 |
| 8e                                                                                           | Jeff Mullins 1966 - 1976               | États-Unis | 12 547 |
| 9e                                                                                           | Purvis Short 1978 - 1987               | États-Unis | 11 894 |
| 10e                                                                                          | Neil Johnston 1951 - 1959              | États-Unis | 10 023 |
| Dernière mise à jour : 31 Octobre 2024 En gras : Joueurs évoluant toujours dans la franchise |                                        |            |        |

## Records individuels de la franchise
| Statistique                                                                                  | Nom du joueur    | Nombre                 |
| -------------------------------------------------------------------------------------------- | ---------------- | ---------------------- |
| Meilleur marqueur                                                                            | Stephen Curry    | 23 723 points          |
| Meilleure moyenne points/match                                                               | Wilt Chamberlain | 41,5 points/match      |
| Meilleur passeur                                                                             | Stephen Curry    | 6 139 passes décisives |
| Meilleure moyenne passes/match                                                               | Tim Hardaway     | 9,3 passes/match       |
| Meilleur rebondeur                                                                           | Nate Thurmond    | 12 771 rebonds         |
| Meilleure moyenne rebonds/match                                                              | Wilt Chamberlain | 25,1 rebonds/match     |
| Meilleur contreur                                                                            | Adonal Foyle     | 1 140 contres          |
| Meilleur intercepteur                                                                        | Stephen Curry    | 1 479 interceptions    |
| Meilleur pourcentage au tir                                                                  | Andris Biedriņš  | 59,4 %                 |
| 3 points marqués                                                                             | Stephen Curry    | 3 758 tirs             |
| Meilleur pourcentage à 3 points                                                              | Anthony Morrow   | 46,0 %                 |
| Lancers-francs marqués                                                                       | Paul Arizin      | 5 010 tirs             |
| Meilleur pourcentage au lancer-franc                                                         | Stephen Curry    | 91,0 %                 |
| Matchs joués                                                                                 | Stephen Curry    | 959 matchs             |
| Dernière mise à jour : 31 Octobre 2024 En gras : Joueurs évoluant toujours dans la franchise |                  |                        |

## Palmarès
- Champion NBA (7) : 1947, 1956 (Philadelphie) ; 1975, 2015, 2017, 2018 et 2022 (Golden State).
- Champion de la Conférence Ouest (7) : 1975, 2015, 2016, 2017, 2018, 2019 et 2022.
- Champion de la Division Est (3) : 1948, 1951 et 1956.
- Champion de la Division Ouest (2) : 1964 et 1967.
- Champion de la Division Pacifique (7) : 1975, 1976, 2015, 2016, 2017, 2018 et 2019.

## Joueurs marquants de la franchise
- Wilt Chamberlain • Al Attles • Tom Meschery • Nate Thurmond • Rick Barry • Chris Mullin • Mitch Richmond • Tim Hardaway • Latrell Sprewell • Antawn Jamison • Jason Richardson • Baron Davis • Stephen Jackson • Monta Ellis • Kevin Durant • Andre Iguodala • Chris Webber • Draymond Green • Stephen Curry • Klay Thompson

## Entraîneurs marquants de la franchise
- George Senesky • Al Attles • P.J. Carlesimo • Don Nelson • Mark Jackson • Steve Kerr

## Maillots retirés
- 9 - Andre Iguodala
- 13 - Wilt Chamberlain
- 14 - Tom Meschery
- 16 - Al Attles
- 17 - Chris Mullin
- 24 - Rick Barry
- 42 - Nate Thurmond
- 47 - Le nombre d'années de service de l'Oracle Arena